# Aquariumclub

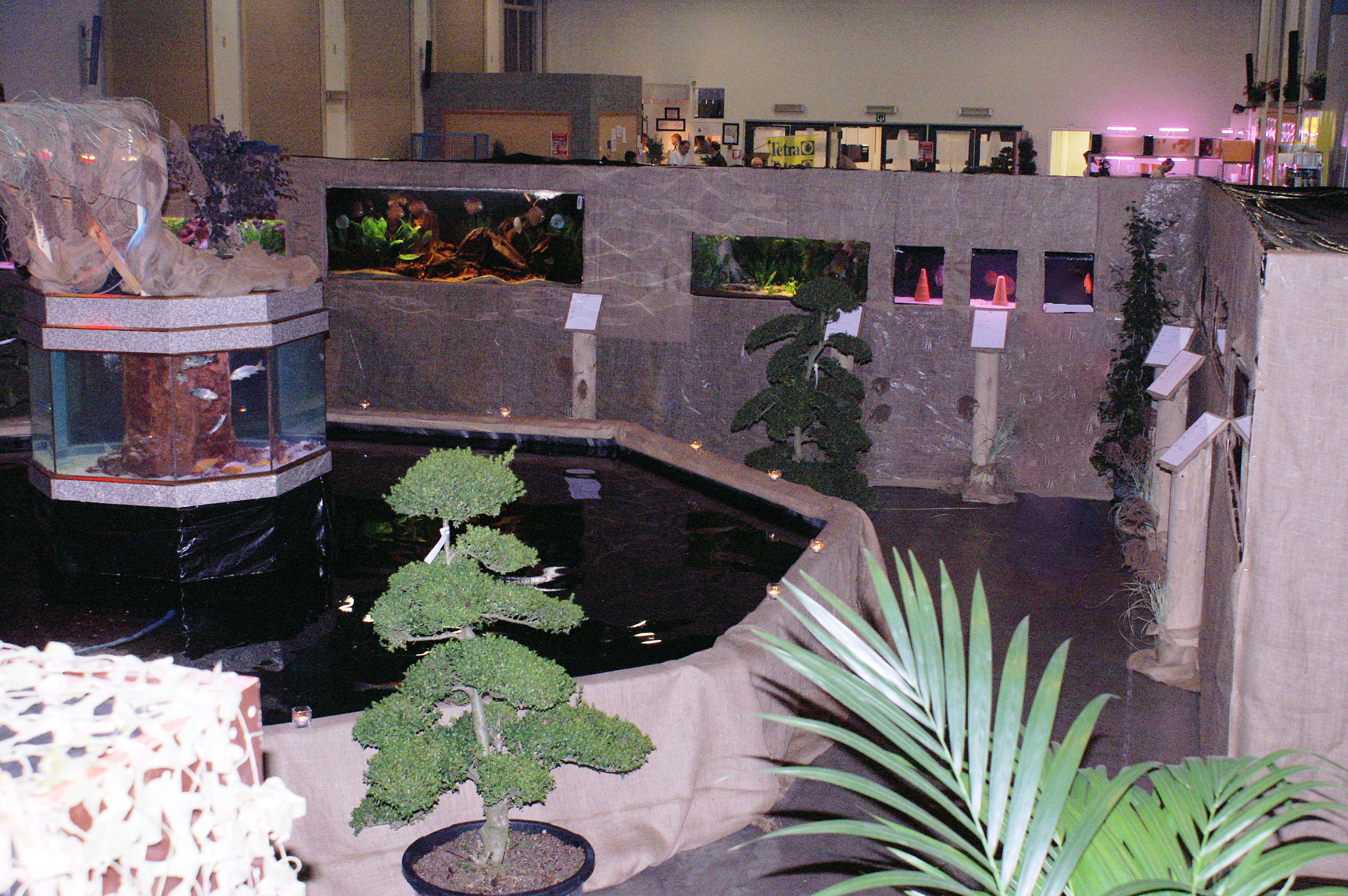
Foto van een tentoonstelling van een gespecialiseerde aquariumclub.

Een aquariumclub is een vereniging van aquariumliefhebbers.

## Soorten
Er zijn verschillende soorten aquariumclubs. De meeste clubs hebben geen specialisatie. Dit zijn dan de clubs die je in de meeste gemeenten of steden wel vindt. Hun leden komen dan ook allemaal uit de omgeving. Deze clubs zijn vooral interessant voor de beginnende aquariumliefhebber. Meestal is het in deze clubs een gezellige bedoening waar men, tussen pot en pint, de beginselen kan leren van de aquaristiek. Meestal hebben deze clubs ook een aantal planten en vissen, die ze te koop aanbieden voor een voordelige prijs. Sommige clubs specialiseren zich. Het is logisch dat deze clubs dan ook leden aantrekken van buiten de omgeving. Zo heeft men verenigingen die enkel met zeewater bezig zijn. Andere specialiseren zich in een bepaalde vissoort. Zo heeft men bijvoorbeeld guppyverenigingen en discusclubs.

## BBAT
De meeste aquariumclubs zijn aangesloten bij de BBAT(BELGISCHE BOND VOOR AQUARIUM- en TERRARIUMHOUDERS). Deze vereniging houdt zich vooral bezig met de ondersteuning van de aangesloten aquariumclubs. Hiervoor wordt onder andere het tweemaandelijks contactblad "Schakel" uitgegeven.
Voor de leden van de aquariumclubs, die zich aansluiten bij BBAT, is er het maandblad "Aquariumwereld". Verder bieden ze nog verschillende diensten aan, waaronder een diadienst, een boekendienst, enz.

## Clubavonden
De meeste clubs hebben een eigen clublokaal, waar een aantal aquariums in opgesteld staan. Deze clubs hebben gewoonlijk vaste openingsuren. Soms wordt er een gastspreker uitgenodigd om een onderwerp in de kijker te zetten. Deze infoavonden komen meer voor bij de gespecialiseerde clubs. Op deze avonden heeft men het dan bijvoorbeeld over:
- Aquariumfilter: soorten en werking.
- Ammoniak, nitriet en nitraat in het aquarium.
- Planten: welke soorten passen in het aquarium.
- Hoe maak je een aquarium

## Clubblad
De meeste verenigingen hebben ook hun eigen clubblad. Hierin treft men de verslagen aan van de vorige evenementen, de komende evenementen, de gegevens van het bestuur, reclame en enkele artikels over de hobby.

## Financiën
Om een club leefbaar te houden moeten er genoeg inkomsten zijn. Het clublokaal en de energierekening kosten veel geld. Men kan inkomsten halen uit reclame in bijvoorbeeld het clubblad. De leden betalen ook lidgeld. Verder worden er evenementen en tombola’s georganiseerd.